# Adèle Huguenin
Adèle Huguenin, auch Adèle Huguenin-Vuillemin (* 6. August 1856 in Le Locle; † 25. April 1933 in Les Brenets), war eine Schweizer Schriftstellerin und Lehrerin. Nahezu alle ihre literarischen Arbeiten wurden publiziert unter dem Pseudonym «T. Combe».

## Leben
Nach dem kurzen Besuch eines pädagogischen Seminars fungierte Huguenin in ihrer Heimatstadt als Lehrerin. Als solche unterstützte sie Hedwig Bleuler-Waser und deren Schweizerischen Bund abstinenter Frauen im Kampf gegen den Alkoholismus, bis 1908 Absinth gesetzlich verboten wurde.
Um 1879 begann Huguenin zu schreiben, und es entstand mit den Jahren ein kleines literarisches Werk. Daneben arbeitete sie auch immer wieder als Übersetzerin. 
Adèle Huguenin starb mit über 76 Jahren am 25. April 1933 in Les Brenets und fand dort auch ihre letzte Ruhestätte.

## Werke (Auswahl)

### Als Autorin
Belletristik
- Croquis montagnards. Trois nouvelles. Bridel, Lausanne 1882.
- Pauvre Marcel. Bridel, Lausanne 1882.
- Jeune Angleterre. Deux nouvelles. Mignot, Lausanne 1887.
- Chez nous. Nouvelles jurassiennes. Mignot, Lausanne 1890.
- Une croix. Mignot, Lausanne 1891.

Sachbücher
- Socialisme pratique. Whiteway, un coin de terre heureux. Éditions Nouvelle, Paris 1904.
- Guerre et alcoholisme. Bridel, Lausanne 1890.

### Als Übersetzerin
- Olive Schreiner: La femme et la travail. Fischbacher, Paris 1913.